# Григоренко, Николай Павлович
Николай Павлович Григоренко — советский медик, государственный и политический деятель.

## Биография
Родился в 1913 году в Курске. Член КПСС.
Окончил Сталинградский медицинский институт.
Участник Великой Отечественной войны: ведущий хирург полевого подвижного госпиталя № 503 6-й гвардейской Армии 2-го Прибалтийского фронта, ведущий хирург полевого подвижного госпиталя № 872
В 1950—1963 — заведующий Сталинградским/Волгоградским облздравотделом.
В 1963—1976 — ректор Волгоградского государственного медицинского института.
В 1976—1978 — заведующий кафедрой социальной гигиены и организации здравоохранения Волгоградского государственного медицинского института.
Делегат XXIII съезда КПСС.
Умер в 1981 году в Волгограде.

## Награды
- Орден Ленина
- Орден Отечественной войны II степени
- Орден Трудового Красного Знамени
- Орден Красной Звезды